# Torna piccina mia!
Torna piccina mia! è un film del 1955 diretto da Carlo Campogalliani.

## Trama
Una famiglia di girovaghi adotta una bambina rimasta sola dopo essersi perduta. Suo padre, nel frattempo, adotta un orfano. Tempo dopo, diventati adulti, la bambina diventa l'attrazione principale del Luna Park dove lavorano i girovaghi, e si innamora del figlio adottivo del padre disperso. Ciò suscita invidia e ripicche da parte di un imbonitore del Luna Park, segretamente innamorato della fanciulla, che inizia a far circolare maldicenze sul loro conto.

## Produzione
Il film è ascrivibile al filone dei melodrammi sentimentali comunemente detto strappalacrime (poi ribattezzato dalla critica con il termine neorealismo d'appendice), allora molto in voga tra il pubblico italiano.
Venne iscritto al Pubblico registro cinematografico con il n. 1.583. Presentato alla Commissione di Revisione Cinematografica il 30 marzo 1955, ottenne il visto censura n. 18.814 dell'8 aprile 1955, con una lunghezza della pellicola di 2.223 metri..

## Distribuzione
Il film venne distribuito nel circuito cinematografico italiano nella primavera del 1955.

## Accoglienza
Il film ottenne un buon successo di pubblico, risultando il 56º maggior incasso della stagione cinematografica italiana 1954-1955.

## Curiosità
La locandina del film si può vedere nel film Le notti di Cabiria di Federico Fellini, nella scena in cui la protagonista acquista il biglietto per lo spettacolo del mago.